# Cantó de Beaucourt

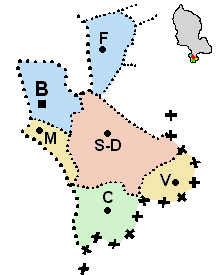
Municipis del Cantó de Beaucourt

El cantó de Beaucourt és un cantó francès del departament del Territori de Belfort, situat al districte de Belfort. Té sis municipis i el cap és Beaucourt.

## Municipis
- Beaucourt (B)
- Croix (C)
- Fêche-l'Église (F)
- Montbouton (M)
- Saint-Dizier-l'Évêque (S-D)
- Villars-le-Sec (V)

## Història
| Data d'elecció                           | Identitat     | Partit                     | Qualitat |
| ---------------------------------------- | ------------- | -------------------------- | -------- |
| 1964-1970                                | Pierre Mougin | Sense etiqueta             |          |
| 1970-1976                                | Pierre Perrin | UDR                        |          |
| 1976-1982                                | Raymond Forni | PS                         |          |
| 1982-2001                                | Pierre Perrin | RPR, després Divers droite |          |
| 2001-                                    | Cédric Perrin | UMP                        |          |
| les dades anteriors no són pas conegudes |               |                            |          |
|                                          |               |                            |          |